# 100 Leute
100 Leute (im Original: 100 Humans) ist eine US-amerikanische Reality-TV-Sendung aus dem Jahr 2020, die im Auftrag von Netflix produziert und als Netflix Original veröffentlicht wurde.

## Handlung
In 100 Leute stellen sich 50 Frauen und 50 Männer pseudowissenschaftlichen Experimenten, die sich mit Fragen und Klischees aus dem alltäglichen Leben beschäftigen. Beispielsweise wird in einem Experiment untersucht ob Männer oder Frauen länger brauchen um sich fertig zu machen oder ob das Gedächtnis mit dem Alter tatsächlich schlechter wird. Die Experimente werden von Interviews mit Experten begleitet, die passend zur behandelnden Fragestellung wissenschaftliches Hintergrundwissen liefern.

## Besetzung
Neben den Moderatoren Alie Ward, Zainab Johnson und Sammy Obeid, sowie jeweils 50 männliche und 50 weibliche Amerikaner, die als Human 1 bis Human 100 bezeichnet werden, kommen unter anderem folgende Experten zu Wort:
- Jody David Armour, Professor für Recht an der University of Southern California
- Daniel Joseph Levitin, ein amerikanisch-kanadischer Kognitionspsychologe und Neurowissenschaftler
- Juliet A. Williams, Professorin für Geschlechterwissenschaften an der University of California in Los Angeles

## Hintergrund
Die Dreharbeiten zur ersten Staffel fanden an der California State University Northridge in Los Angeles statt.
Die erste Staffel wurden am 13. März 2020 weltweit auf Netflix veröffentlicht, im deutschsprachigen Raum steht 100 Leute mit Voice-Over-Synchronisation bereit.

## Episodenliste
| Nr. | Deutscher Titel                    | Originaltitel              | Regie                                   |
| --- | ---------------------------------- | -------------------------- | --------------------------------------- |
| 1   | Worin besteht Attraktivität?       | What Makes Us Attractive?  | Neil DeGroot, Tom Kramer, David Wechter |
| 2   | Im besten Alter                    | The Best Age to Be Alive   | Neil DeGroot, Tom Kramer, David Wechter |
| 3   | Kampf der Geschlechter             | Let’s Talk About Sex       | Neil DeGroot, Tom Kramer, David Wechter |
| 4   | Unbewusste Vorurteile              | Are You Biased?            | Neil DeGroot, Tom Kramer, David Wechter |
| 5   | Zuckerbrot oder Peitsche           | Pain vs. Pleasure          | Neil DeGroot, Tom Kramer, David Wechter |
| 6   | Anleitung zum Glücklichsein        | How to Be Happy            | Neil DeGroot, Tom Kramer, David Wechter |
| 7   | Verlassen Sie sich auf Ihre Sinne? | Can You Trust Your Senses? | Neil DeGroot, Tom Kramer, David Wechter |
| 8   | Jetzt ist der Mensch dran          | Ask a Human                | Neil DeGroot, Tom Kramer, David Wechter |

## Rezeption
Das US-Magazin Decider empfiehlt die Sendung nicht zu streamen und begründet dies damit, dass es zum einen in Frage stellt, dass die Experimente mit beliebigen Personen und gleichem Ergebnis wiederholt werden können, zum anderen, dass den einzelnen Experimenten in jeder Folge zu viel Sendezeit eingeräumt wird und damit schnell Langeweile entstehe. Ähnlich sieht es Lucy Mangan vom britischen Guardian, die schreibt, dass 100 Leute nicht dafür geeignet sei die Probleme rund um COVID-19 zu vergessen oder die Langeweile zu vertreiben.